# ذو سيادة
السيادة هي اللقب الذي يمكن تطبيقه على أعلى قائد في مختلف الفئات. الكلمة الإنجليزية مستعارة من اللغة الفرنسية القديمة souverain، والتي اشتقت في النهاية من الكلمة اللاتينية superānus، والتي تعني «أعلى».
تختلف أدوار السيادة من ملك أو رئيس دولة إلى رئيس حكومة بلدية أو رئيس نظام. نتيجة لذلك، أصبحت كلمة صاحب السيادة مؤخرًا أيضًا تعني الاستقلال أو الحكم الذاتي.

## رئيس الدولة

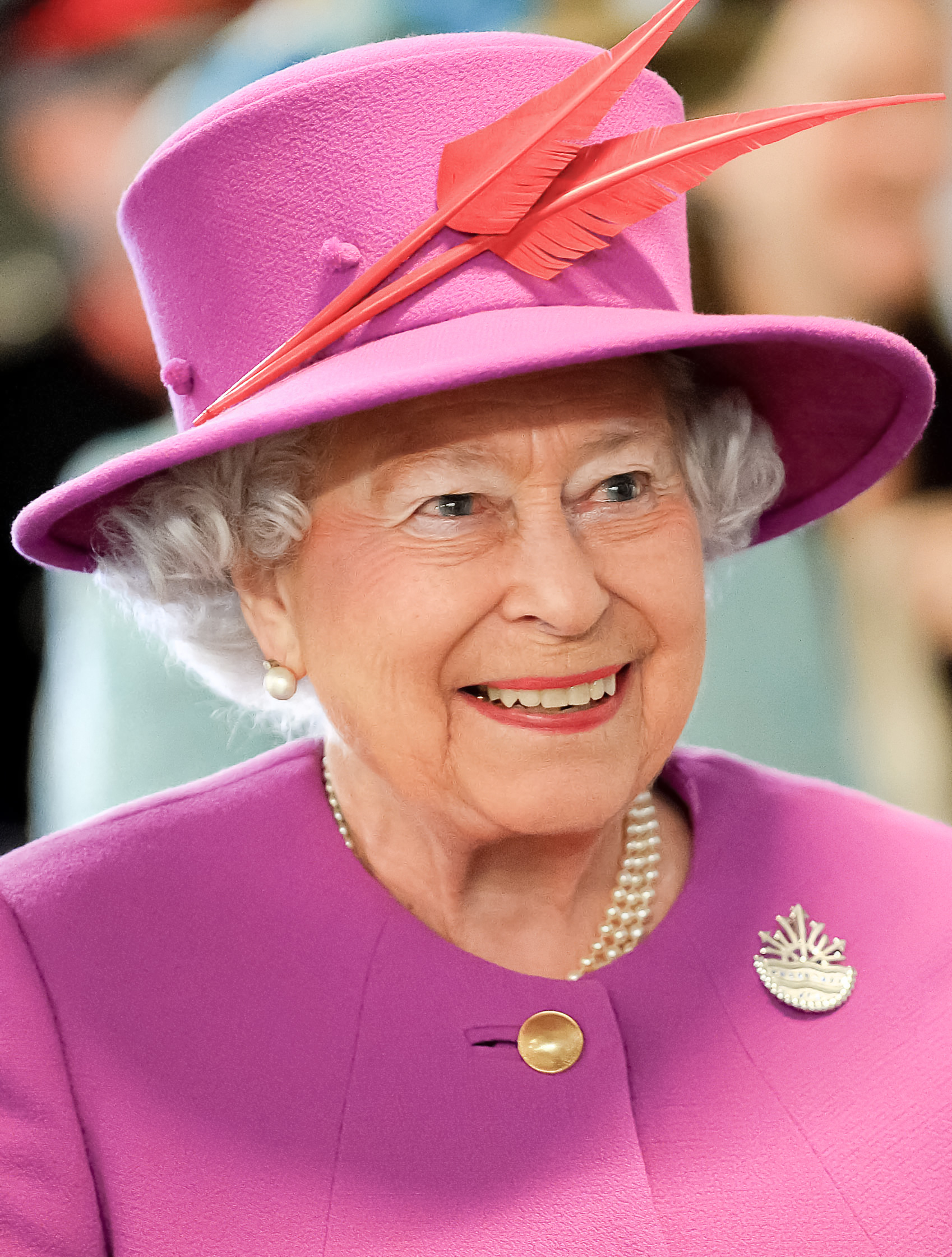
الملكة إليزابيث الثانية هي رئيسة دولة المملكة المتحدة

كثيرا ما تستخدم كلمة Sovereign بشكل مترادف مع عاهل. هناك العديد من الألقاب في النظام الملكي والتي يمكن أن تنتمي إلى الملك. ذو السيادة هو رئيس الدولة المستقل. أمثلة على الألقاب المختلفة في القادة السياديين الحديثين هي:
| إمبراطورية | ناروهيتو، إمبراطور اليابان | سلطان          | حسن البلقية سلطان بروناي                   |
| ملك        | فيليب ملك بلجيكا           | بابا الفاتيكان | البابا لاون الرابع عشر، ملك دولة الفاتيكان |
| جراند دوق  | هنري دوق لوكسمبورغ الأكبر  |                |                                            |
| أمير       | ألبرت الثاني أمير موناكو   | الأمير المشارك | جوزيب لويس سيرانو، أمير أندورا             |

## أوامر الفروسية
يستخدم المصطلح «السيادي» بشكل عام بدلاً من «السيد الكبير» للإشارة إلى الرئيس الأعلى لمختلف أوامر الدول الأوروبية. في منظمة فرسان مالطا العسكرية المستقلة، يُطلق على Grand Master لقب «السيادية»، على سبيل المثال Sovereign Grand Master، نظرًا لوضعها ككيان مستقل ذو سيادة دوليًا. أمثلة على سيادة النظام الفروسي هي:
- فيليب الطيب، مؤسس وسام الصوف الذهبي
- كارل فون هابسبورغ، السيادة الحالية في وسام الصوف الذهبي
- جورج فريدريش، أمير بروسيا، السيادة الحالية لأمر لويز
- كارولين من بادن، صاحبة وسام القديسة إليزابيث
- دوارتي نونو، دوق براغانزا، ملك رهبانية القديسة إيزابيل

## حكومة البلدية
بصفته المسؤول الأول عن حكومة البلدية، كان للسيادة واجبات ومسؤوليات مستمدة من الميثاق الذي أنشأ البلدة المحلية أو المجلس. كان هذا شائع الاستخدام في جميع أنحاء أيرلندا. كان هذا الاستخدام أقل شيوعًا في المملكة المتحدة وكان يعني أحيانًا اللورد.